# 畑のうた
畑のうた（はたけのうた）は、テレビ東京で2009年1月4日にスタートした農業をテーマとした番組。毎週日曜日11:00-11:25。

## 概要
- 芸能事務所・アミューズが「作る人も食べる人もみんなが幸せになる農業」という理想を求めて、全国の農家とタイアップして農業への関心を持ってもらうためのプロジェクト「ららら農業」を展開することになり、それに連動する形でテレビ番組が企画された。

## 第1期
- 2009年1-6月のシリーズは女優・上野樹里がナビゲーターを勤め、全国各地で「ららら農業」の理想形を追い求める全国の農家を取材したものである。またその地域で取れた旬の野菜などの食材を使ったレシピーの紹介（講師・柿沢安耶）もあった。

2010年12月より順次、朝日放送、tvk、TwellV（BS12）、サンテレビジョンで再放送。

### 出演者
- 上野樹里（案内役、女優）
- azumi（wyolica、ナレーション）

### 関連書
- 2009年12月にその番組で取り上げた農家をまとめた本がアミューズ出版部から出版された。

## 第2期
- 同年7-9月のシリーズは「真夏の果実・スイカボーイズ90日間農業日記」と題して、若手俳優の今井隆文、春日由輝、結城洋平の3人で結成した「スイカボーイズ」という番組限定ユニットが、実際にスイカ農家を訪れて、自分達の手でスイカを育てるという体験ドキュメンタリーであった。

## スタッフ
- 構成：小原信治[1]
- 制作 :テレビ東京、電通、アミューズ

## 関連項
- The Voice of Farmers（ニッポン放送　「ららら農業」のラジオ番組で柿沢がパーソナリティーをしている）